# Mike Bahía
Michael Egred Mejía (Cali, 27 de junho de 1986), artisticamente conhecido como Mike Bahía, é um cantor colombiano. Ele é mais conhecido por suas canções "Estar Contigo", "Buscándote", "La Muñeca", e sua mais recente colaboração "Amantes", com Greeicy Rendón.
Entre junho e agosto de 2021 participou como treinador da quarta temporada do La Voz Perú, ao lado de Eva Ayllón, Guillermo Dávila e Daniela Darcourt.

## Discografia

### EP's
- 2017: Yo soy

### Álbuns de estúdio
- 2019: Navegando
- 2021: Contento
- 2023: Contigo